# Graciela Pomponio
Graciela Pomponio (Buenos Aires, 12 de abril de 1926 - Buenos Aires, 9 de febrero de 2007) fue una importante guitarrista argentina.

## Biografía
Graciela Pomponio estudió guitarra con la intérprete argentina María Luisa Anido en el Conservatorio Nacional Carlos López Buchardo de Buenos Aires. Se recibió en 1946 como profesora de guitarra y de armonía, teoría y solfeo. En los años en que estudió allí conoció a Jorge Martínez Zárate, quien luego sería su marido. La pareja formó el , de larga trayectoria y gran influencia durante la segunda mitad del siglo xx en Argentina. A lo largo de su existencia tocaron en diversos escenarios, emprendieron más de 30 giras por Europa y muchas por América Latina. De esta forma, actuaron en el Teatro Colón de Buenos Aires, en el Théâtre de la Ville de París; en el Mozarteum de Salzburgo; en el Concertgebouw de Ámsterdam; en el Carnegie Hall de Nueva York; en la Sala Arangio de Bogotá y en el Palacio de Bellas Artes de la Ciudad de México. También formó parte del Cuarteto Martínez Zárate, que se completaba con Miguel Ángel Girollet y Horacio Cevallos, con el cual desarrollaron una fecunda labor artística y que fue una de las agrupaciones musicales más sólidas.  Su éxito como dúo se ve reflejado en el hecho de que  los compositores Miguel Ángel Lasala, Federico Moreno Torraba y Germaine Tailleferre escribieran para el dúo Pomponio-Zárate tres conciertos para dos guitarras y orquesta.
Desde 1948 comenzó a desempeñarse como profesora de guitarra en varias instituciones, como el Instituto Superior de Música perteneciente a la Universidad Nacional del Litoral, el Conservatorio Provincial Juan José Castro de la provincia de Buenos Aires, y el Conservatorio Nacional de Música Carlos López Buchardo. Fue profesora de gran cantidad de músicos argentinos, como por ejemplo, Ernesto Bitetti y Miguel Ángel Girollet.
A lo largo de su carrera recibió varios premios, como el Premio Konex en 1989, la Medalla de Oro del Ministerio de Educación Argentino; así como le confirieron el premio Conquistador de Bronce, en Santa Fe y recibió el Diploma de Honor de la Universidad Nacional del Litoral.
Falleció el 9 de febrero del 2007 a causa de un cáncer.